# Smertrios
Smertrios, také Smertrius, Smertulitanos nebo Smertullus, je keltský bůh ztotožňovaný dle Interpretatio Romana s bohem Martem. Jeho funkce zůstávají neznámé.

## Tradice
Smertrios je známý zejména svým vyobrazením na kvádru sloupu pařížských převozníků, který pochází z doby císaře Tiberia. Na tzv. III. kvádru (kvádru dioskúrů), je zachován jeho neúplný reliéf, který zobrazuje božstvo s kyjem bojující s hadem. Spodní polovina kvádru se nedochovala. Částečně zničený, ale rekonstruovaný nápis zní Smert[rios]. Koncept obrazu připomíná Herkula, ale související mýtus není znám.
Další místa výskytu jsou v oblasti Trevíru, kde byly objeveny nápisy pro Mars Smertrius. V jednom z nich, ve vsi Möhn, s variantou jména Sme[rtuli]t[a]no, je označován jako společník Ancamny. Tento výklad potvrzují dva další nápisy, které zmiňují jméno Smertulitanos. Nápis z obce Großbuch v Korutanech s fragmentem [D]iti Smer[trio] by mohl odkazovat, že Smertrios byl totožný s římským bohem Dispaterem.
Dalším božstvem, které by mohlo být totožné se Smertrios, je Smertullus. To je třikrát doloženo v jižní Francii, konkrétně v Lattes, v Le Veyer v parku Queyras a v obci Cadenet.

## Etymologie
Smertrios je odvozen některými lingvisty z indoevropského slovního kořene *smeru („tuk“, „dřeň“). Příbuzné je staroirské slovo smertha („namazaný“, „namazaný“), viz německý výraz „Schmer“ pro sádlo. Mazání boží postavy bylo tradičním kultovním úkonem. Jiní odvozují jméno z indoevropského *smer- („pamatovat si, pamatovat si, starat se“), v takovém případě by Smertrios znamenal „opatrovatel“. Keltská bohyně Rosmerta je etymologicky velmi podobná Smertriovi.